# Lista dróg krajowych w Austrii
Sieć dróg krajowych w Austrii została utworzona na mocy ustawy z 8 lipca 1921, wówczas najważniejsze drogi (łącznie 3620 km) zostały uznane jako drogi krajowe. Rozporządzenie z 9 czerwca 1933 rozszerzyło sieć do 4437 km.
Po Anschlussie Austrii austriackie drogi przeszły standaryzację systemu drogowego, który wszedł w życie 1 kwietnia 1940, część z nich uzyskała miano dróg Rzeszy (niem. Reichsstraßen) lub miano drogi związkowej I znaczenia (niem.  Landstraßen I. Ordnung).
Od 18 lutego 1948 na teren kraju ponownie wprowadzono system dróg krajowych, objął on drogi o łącznej długości 5072 km. W 1949, 1950 i 1951 do sieci dróg krajowych wcielano corocznie około 1000 km dróg, tak więc wszystkie drogi razem osiągnęły długość 8100.
Nad drogami kompetencje od 2002 posiadają poszczególne kraje związkowe, więc określenie drogi krajowe jest w rzeczywistości nieprawdziwe. Według kodeksu drogowego właściwa nazwa to droga z priorytetem (niem. Straßen mit Vorrang). W Wiedniu drogi krajowe oficjalnie to Hauptstraße B, w Vorarlbergu Landesstraße L, a w pozostałych krajach związkowych Landesstraße B.
Wszystkie drogi posiadają swoją nazwę, które często są bardziej popularne niż ich numery. Nazwy pochodzą najczęściej od miejscowości początkowej lub końcowej danej drogi, nazwa może również być wzięta od większej miejscowości leżącej przy drodze lub jakiegoś ważnego miejsca.

## Spis dróg
| #     | Nazwa                                                                      | Przebieg                                                                                           | Długość (km) |
| ----- | -------------------------------------------------------------------------- | -------------------------------------------------------------------------------------------------- | ------------ |
| 1     | Wiener Straße                                                              | Wiedeń–Linz-Salzburg, granica z Niemcami                                                           | 325,9        |
| B1a   | Wiener Straße, Abzweigung St. Pölten                                       | St. Pölten 1–St. Pölten                                                                            | 2,0          |
| B1b   | Wiener Straße, Abzweigung Linz                                             | Linz 1–Linz – Amstetten                                                                            | 1,2          |
| 2     | Waldviertler Straße                                                        | Schöngrabern–granica czeska w Neunagelberg 38                                                      | 98,8         |
| 3     | Donau Straße                                                               | Engelhartstetten–Linz                                                                              | 194,2        |
| B3a   | Donau Straße                                                               | Melk–Emmersdorf an der Donau (Donaubrücke)                                                         | 3,9          |
| B3b   | Donau Straße, Abzweigung Kaisermühlen                                      | Wiedeń-Donaustadt                                                                                  | 2,8          |
| 4     | Horner Straße                                                              | Stockerau–Geras                                                                                    | 74,1         |
| 5     | Waidhofener Straße                                                         | Göpfritz an der Wild–granica czeska przy Grametten 128                                             | 41,9         |
| 6     | Laaer Straße                                                               | Korneuburg–Hanfthal bei Laa an der Thaya                                                           | 43,0         |
| 7     | Brünner Straße                                                             | Wiedeń/Floridsdorfer Spitz– granica czeska przy Drasenhofen 52                                     | 66,4         |
| 8     | Angerner Straße                                                            | Wiedeń– Angern an der March 49                                                                     | 39,9         |
| B8a   | Angerner Straße, Abzweigung Zwerndorf                                      | Weikendorf–Zwerndorf                                                                               | 6,2          |
| 9     | Preßburger Straße                                                          | Schwechat– granica ze Słowacją przy Berg                                                           | 46,9         |
| 10    | Brucker Straße                                                             | Wiedeń Simmering– granica z Węgrami przy Nickelsdorf                                               | 60,0         |
| 11    | Mödlinger Straße                                                           | Schwechat–Weissenbach an der Triesting                                                             | 50,2         |
| 12    | Brunner Straße                                                             | Wiedeń–Brunn am Gebirge–Mödling                                                                    | 13,6         |
| B12a  | Brunner Straße, Abzweigung Brunn/Gebirge                                   | Brunn am Gebirge–Wiener Neudorf                                                                    | 3,0          |
| B12b  | Brunner Straße, Abzweigung Altmannsdorf                                    | Wiedeń Sagedergasse                                                                                | 0,7          |
| 13    | Laaber Straße                                                              | Brunn am Gebirge–Preßbaum                                                                          | 17,5         |
| B13a  | Laaber Straße, Liesingtal Straße                                           | Wiedeń Rodaun–Wiedeń Neu-Erlaa                                                                     | 5            |
| 14    | Klosterneuburger Straße                                                    | Wiedeń-Simmering–Tulln an der Donau                                                                | 45,9         |
| B14a  | Klosterneuburger Straße, Abzweigung Brigittenauer Brücke                   | Wiedeń Brigittenauer Brücke                                                                        | 1,2          |
| B14b  | Klosterneuburger Straße, Abzweigung Schwechat                              | Wiedeń Alberner Hafenzufahrtsstraße                                                                | 1,9          |
| 15    | Mannersdorfer Straße                                                       | Leopoldsdorf–Donnerskirchen                                                                        | 38,0         |
| 16    | Ödenburger Straße                                                          | Wiedeń–granica węgierska przy Klingenbach                                                          | 60,0         |
| 17    | Wiener Neustädter Straße                                                   | Wiedeń–Gloggnitz                                                                                   | 73,1         |
| 18    | Hainfelder Straße                                                          | Günselsdorf–Traisen                                                                                | 55,7         |
| 19    | Tullner Straße                                                             | Altlengbach–Göllersdorf                                                                            | 50,3         |
| B19a  | Tullner Straße–Abzweigung Donaubrücke                                      | Tulln an der Donau                                                                                 | 0,9          |
| 20    | Mariazeller Straße                                                         | St. Pölten–Kapfenberg                                                                              | 133,9        |
| 21    | Gutensteiner Straße                                                        | Theresienfeld-Wiener Neustadt Nord–Mariazell                                                       | 102,0        |
| B21a  | Gutensteiner Straße, Abzweigung Wöllersdorf-Steinabrückl – Sollenau        | Wöllersdorf – Sollenau                                                                             | 5,5          |
| B21b  | Gutensteiner Straße, Abzweigung Wöllersdorf-Steinabrückl – Wiener Neustadt | Wöllersdorf – Wiener Neustadt                                                                      | 6,5          |
| 22    | Grestner Straße                                                            | Saffen–Gstadt bei Opponitz                                                                         | 28,6         |
| 23    | Lahnsattelstraße                                                           | Mürzzuschlag–Mürzsteg–Terz                                                                         | 40,9         |
| 24    | Hochschwab Straße                                                          | Gußwerk–Wildalpen–Palfau                                                                           | 50,0         |
| 25    | Erlauftal Straße                                                           | Persenbeug–Lainbach                                                                                | 85,2         |
| 26    | Puchberger Straße                                                          | Wiener Neustadt–Puchberg–Neunkirchen                                                               | 46,3         |
| 27    | Höllental Straße                                                           | Rohr im Gebirge–Gloggnitz                                                                          | 38,7         |
| 28    | Puchenstubner Straße                                                       | Neubruck–Reith                                                                                     | 27,0         |
| 29    | Manker Straße                                                              | Obergrafendorf–Scheibbs                                                                            | 41,3         |
| 30    | Thayatal Straße                                                            | Guntersdorf–Schrems, wcześniej 215                                                                 | 113,4        |
| 31    | Ybbstal Straße                                                             | Waidhofen an der Ybbs–Göstling an der Ybbs                                                         | 43,8         |
| 32    | Gföhler Straße                                                             | 37–Gföhl–Brunn an der Wild 2                                                                       | 24,9         |
| 33    | Aggsteiner Straße                                                          | Melk–Krems an der Donau                                                                            | 34,7         |
| B33a  | Aggsteiner Straße–Abzweigung Donaubrücke Mautern an der Donau              | Mautern an der Donau–Krems an der Donau                                                            | 1,0          |
| 34    | Kamptal Straße                                                             | Kollersdorf–Horn                                                                                   | 45,7         |
| 35    | Retzer Straße                                                              | Krems an der Donau–Mitterretzbach, granica czeska                                                  | 60,4         |
| 36    | Zwettler Straße                                                            | Persenbeug–Dobersberg                                                                              | 104,2        |
| 37    | Kremser Straße                                                             | Traismauer–Rastenfeld                                                                              | 35,2         |
| 38    | Böhmerwald Straße                                                          | Horn–Zwettl–Freistadt–granica niemiecka koło Wegscheid                                             | 174,8        |
| 39    | Pielachtal Straße                                                          | Spratzern–Winterbach                                                                               | 44,2         |
| 40    | Mistelbacher Straße                                                        | Hollabrunn–Dürnkrut 49                                                                             | 76,3         |
| 41    | Gmündner Straße                                                            | Schrems–Karlstift                                                                                  | 36,9         |
| 42    | Haager Straße                                                              | Haag–Wachtberg                                                                                     | 14,4         |
| 43    | Traismaurer Straße                                                         | Mitterndorf–Traismauer                                                                             | 20,2         |
| 44    | Neulengbacher Straße                                                       | Purkersdorf–Neulengbach                                                                            | 23,4         |
| 45    | Pulkautal Straße                                                           | Horn–Laa an der Thaya                                                                              | 60,3         |
| 46    | Staatzer Straße                                                            | Schrick–Laa an der Thaya, granica z Czechami 415                                                   | 32,4         |
| 47    | Lundenburger Straße                                                        | Wilfersdorf–Reintal, granica czeska 55                                                             | 21,0         |
| 48    | Erdöl Straße                                                               | Bullendorf–Hohenau an der March                                                                    | 21,9         |
| 49    | Bernstein Straße                                                           | Bad Deutsch Altenburg–Reintal                                                                      | 74,1         |
| 50    | Burgenland Straße                                                          | rozwidlenie 9 przy Berg–Parndorf–Eisenstadt–Mattersburg–Oberpullendorf–Oberwart–Hartberg           | 145,3        |
| B50a  | Burgenland Straße                                                          | Wolfsthal–Kittsee                                                                                  | 6,3          |
| 51    | Neusiedler Straße                                                          | Neusiedl am See–Pamhagen, granica węgierska                                                        | 37,2         |
| 52    | Ruster Straße                                                              | Eisenstadt–Mörbisch                                                                                | 19,6         |
| 53    | Pöttschinger Straße                                                        | Wiener Neustadt–Zemendorf                                                                          | 17,8         |
| 54    | Wechsel Straße                                                             | Wiener Neustadt–Aspang-Markt–Wechselpass–Hartberg–Gleisdorf–Graz                                   | 111,3        |
| 55    | Kirchschlager Straße                                                       | Grimmenstein–Rattersdorf                                                                           | 47,0         |
| 56    | Geschriebenstein Straße                                                    | Lockenhaus–Güssing                                                                                 | 64,5         |
| 57    | Güssinger Straße                                                           | Oberwart–Güssing–Jennersdorf–Feldbach                                                              | 74,1         |
| B57a  | Stegersbacher Straße                                                       | Stegersbach–Rudersdorf                                                                             | 16,6         |
| 58    | Doiber Straße                                                              | Doiber–Bonisdorf, granica słoweńska 440                                                            | 11,8         |
| 59    | Eisenstädter Straße                                                        | Großhöflein–Eisenstadt                                                                             | 5,2          |
| 60    | Leitha Straße                                                              | Wiener Neustadt–Fischamend                                                                         | 51           |
| 61    | Günser Straße                                                              | Steinberg-Dörfl , 50–Unterpullendorf–Rattersdorf, granica węgierska                                | 12,9         |
| 62    | Deutschkreuzer Straße                                                      | Weppersdorf –Horitschon–Deutschkreutz, granica węgierska                                           | 19,6         |
| 63    | Steinamangerer Straße                                                      | Pinggau–Oberwart–Schachendorf, granica węgierska                                                   | 43,6         |
| B63a  | Oberwarter Straße                                                          | Oberwart (obwodnica)                                                                               | 5,7          |
| 64    | Rechberg Straße                                                            | Gleisdorf–Weiz–Frohnleiten                                                                         | 50,5         |
| 65    | Gleisdorfer Straße                                                         | Graz–Gleisdorf–Ilz–Fürstenfeld–Heiligenkreuz im Lafnitztal, granica węgierska                      | 42,9         |
| 66    | Gleichenberger Straße                                                      | Ilz–Feldbach–Halbenrain                                                                            | 42,9         |
| 67    | Grazer Straße                                                              | Bruck an der Mur–Spielfeld, granica słoweńska 437                                                  | 64,0         |
| B67a  | Grazer Ring Straße                                                         | Graz Andritz–Graz-Webling                                                                          | 14,5         |
| B67b  | Kalvariengürtel Straße                                                     | Graz Kalvariengürtel–Graz Grabengürtel                                                             | 3            |
| B67c  | Waltendorfer Straße                                                        | Graz Karlauer Gürtel–Graz Waltendorf                                                               | 3            |
| 68    | Feldbacher Straße                                                          | Gleisdorf–Feldbach                                                                                 | 23,1         |
| 69    | Südsteirische Grenz Straße                                                 | Lavamünd–Bad Radkersburg, granica słoweńska                                                        | 107,6        |
| 70    | Packer Straße                                                              | Graz–Klagenfurt                                                                                    | 157,7        |
| B70a  | Packer Straße, Abzweigung Wolfsberg/Süd                                    | Wolfsberg                                                                                          | 1,5          |
| B70b  | Packer Straße, Abzweigung Wolfsberg/Nord                                   | Wolfsberg                                                                                          | 1            |
| 71    | Zellerrain Straße                                                          | Grubberg–Mariazell                                                                                 | 30,5         |
| 72    | Weizer Straße                                                              | Graz–Weiz–Krieglach                                                                                | 88           |
| 73    | Kirchbacher Straße                                                         | Graz/Liebenau –Hausmannstätten–Kirchbach in Steiermark–Neugralla 67                                | 44,4         |
| 74    | Sulmtal Straße                                                             | Zjazd Leibnitz koło Gralla–Deutschlandsberg 76                                                     | 32,9         |
| 75    | Glattjoch Straße                                                           | Neuhaus 145, 320–Glattjoch–Oberwölz–Niederwölz 96                                                  | 34,1         |
| 76    | Radlpass Straße                                                            | Lieboch 70–Radlpass, granica słoweńska 434                                                         | 49,3         |
| 77    | Gaberl Straße                                                              | Judenburg –Weißkirchen–Gaberl–Köflach 70                                                           | 49,9         |
| 78    | Obdacher Straße                                                            | Twimmerg 70–Bad Sankt Leonhard im Lavanttal–Zeltweg                                                | 40,7         |
| 80    | Lavamünder Straße                                                          | Ruden–Lavamünd–Rabenstein, granica słoweńska                                                       | 32,5         |
| 81    | Bleiburger Straße                                                          | Sittersdorf 82–Bleiburg–Lavamünd 80                                                                | 33,9         |
| 82    | Seeberg Straße                                                             | St. Veit an der Glan 317, –Brückl–Völkermarkt–Bad Eisenkappel–Seebergsattel, granica słoweńska 210 | 64,9         |
| 83    | Kärntner Straße                                                            | Klagenfurt/Nord , –Pörtschach–Villach–Thörl, granica włoska                                        | 69,2         |
| 84    | Faakersee Straße                                                           | Villach 83–Ledenitzen 85                                                                           | 13,4         |
| 85    | Rosental Straße                                                            | Fürnitz 83–Ledenitzen–Feistritz–Ferlach–Miklauzhof 82                                              | 69,7         |
| 86    | Villacher Straße                                                           | Villach (Untere Fellach) 100–Villach (Auen) 83                                                     | 6,5          |
| 87    | Weißensee Straße                                                           | Greifenburg 100–Weißbriach–Hermagor 111                                                            | 26,7         |
| 88    | Kleinkirchheimer Straße                                                    | Radenthein 98–Bad Kleinkirchheim–Patergassen 95                                                    | 13,7         |
| 90    | Nassfeld Straße                                                            | Tröpolach 111–Naßfeld, granica z Włochami                                                          | 12,8         |
| 91    | Loiblpass Straße                                                           | Klagenfurt–Loibltunnel, granica słoweńska                                                          | 24,5         |
| 92    | Görtschitztal Straße                                                       | Klagenfurt–Neumarkt in Steiermark                                                                  | 62,5         |
| 93    | Gurktal Straße                                                             | Zwischenwässern–Feldkirchen in Kärnten                                                             | 43           |
| 94    | Ossiacher Straße                                                           | Frauenstein–Villach                                                                                | 52,5         |
| 95    | Turracher Straße                                                           | Klagenfurt 83–Feldkirchen in Kärnten–Patergassen–Turracher Höhe–Predlitz–Tamsweg–Mauterndorf 99    | 99,4         |
| 96    | Murtal Straße                                                              | Scheifling–Unterweißburg                                                                           | 70,5         |
| 97    | Murauer Straße                                                             | Murau–Predlitz                                                                                     | 21           |
| 98    | Millstätter Straße                                                         | Seebach–Treffen                                                                                    | 43,3         |
| 99    | Katschberg Straße                                                          | Bischofshofen–Spittal an der Drau                                                                  | 114,0        |
| 100   | Drautal Straße                                                             | Villach–Sillian, granica włoska                                                                    | 135,6        |
| 105   | Mallnitzer Straße                                                          | Obervellach–Mallnitz/Bahnhof                                                                       | 7,9          |
| 106   | Mölltal Straße                                                             | Möllbrücke–Winklern                                                                                | 50,8         |
| 107   | Großglockner Straße                                                        | Heiligenblut–Dölsach                                                                               | 34,8         |
| B107a | Großglockner Straße Abzweigung Lienz                                       | Dölsach–Dölsach                                                                                    | 1,8          |
| 108   | Felbertauernstraße                                                         | Mittersill–Matrei in Osttirol–Lienz                                                                | 27,4         |
| 109   | Wurzenpass Straße                                                          | Hart–Wurzenpass, granica słoweńska 201                                                             | 7,5          |
| 110   | Plöckenpass Straße                                                         | Oberdrauburg–Plöckenpass, granica włoska                                                           | 22,5         |
| 111   | Gailtal Straße                                                             | Arnoldstein–Strassen                                                                               | 108          |
| 113   | Schoberpass Straße                                                         | Sankt Michael in Obersteiermark–Liezen                                                             | 71           |
| 115   | Triebener Straße                                                           | Trieben–Furth/Sankt Peter ob Judenburg                                                             | 44,5         |
| B114a | Triebener Straße, Abzweigung Pöls                                          | Pöls–Sankt Georgen ob Judenburg                                                                    | 7            |
| 115   | Eisen Straße                                                               | Steyr–Traboch                                                                                      | 123,5        |
| B115a | Donawitzer Straße                                                          | Trofaiach–Leoben                                                                                   | 8            |
| 116   | Leobener Straße                                                            | Sankt Marein im Mürztal–Sankt Michael in Obersteiermark                                            | 33           |
| 117   | Buchauer Straße                                                            | Altenmarkt bei Sankt Gallen–Admont                                                                 | 24           |
| 119   | Greiner Straße                                                             | Groß Gerungs–Weitra                                                                                | 82           |
| B119a | Greiner Straße, Abzweigung Königswiesen                                    | St. Georgen am Walde–Königswiesen                                                                  | 7,5          |
| 120   | Scharnsteiner Straße                                                       | Gmunden–Inzersdorf im Kremstal                                                                     | 32           |
| 121   | Weyerer Straße                                                             | Amstetten–Weyer                                                                                    | 42           |
| B121a | Weyerer Straße, Abzweigung Amstetten                                       | Amstetten                                                                                          | 1,5          |
| 122   | Voralpen Straße                                                            | Weißes Kreuz 121–Sattledt                                                                          | 64,5         |
| B122a | Voralpen Straße, Abzweigung Steyr                                          | Steyr–Münichholz                                                                                   | 4            |
| 123   | Mauthausener Straße                                                        | Ennsdorf–Mauthausen-Pregarten                                                                      | 19,5         |
| B123a | St. Valentiner Straße                                                      | Sankt Valentin–Pyburg                                                                              | 5            |
| 124   | Königswiesener Straße                                                      | Unterweitersdorf–Merzenstein                                                                       | 66           |
| 125   | Prager Straße                                                              | Linz–Unterweitersdorf                                                                              | 26,5         |
| 126   | Leonfeldener Straße                                                        | Linz–Weigetschlag, granica czeska 161                                                              | 34           |
| 127   | Rohrbacher Straße                                                          | Linz–Rohrbach in Oberösterreich                                                                    | 51           |
| 129   | Eferdinger Straße                                                          | Linz–Teufenbach                                                                                    | 68           |
| 130   | Nibelungen Straße                                                          | Eferding– granica państwa z Niemcami L 2125                                                        | 52           |
| 131   | Aschacher Straße                                                           | Ottensheim–Aschach an der Donau                                                                    | 14,5         |
| 132   | Mühllackener Straße                                                        | Mühllacken–Lacken                                                                                  | 5,5          |
| 133   | Theninger Straße                                                           | Hörsching-Neubau–Alkoven                                                                           | 11           |
| 134   | Wallerner Straße                                                           | Eferding–Pichl bei Wels                                                                            | 15,0         |
| 135   | Gallspacher Straße                                                         | Grieskirchen–Roitham                                                                               | 31,9         |
| 136   | Sauwald Straße                                                             | Schärding–Engelhartszell                                                                           | 31           |
| 137   | Innviertler Straße                                                         | Wels–Schärding, granica z Niemcami L 2119                                                          | 61           |
| B137a | Innviertler Straße                                                         | 137 – 149                                                                                          |              |
| 138   | Pyhrnpass Straße                                                           | Wels–Liezen                                                                                        | 91,5         |
| 139   | Kremstal Straße                                                            | Linz–Rohr im Kremstal                                                                              | 34           |
| B139a | Kremstal Straße–Umfahrung Traun                                            | Traun 1, 139–Ansfelden 139                                                                         |              |
| 140   | Steyrtal Straße                                                            | Sierning–Klaus an der Pyhrnbahn                                                                    | 25           |
| 141   | Rieder Straße                                                              | Stritzing–Altheim                                                                                  | 46,5         |
| B141a | Rieder Straße, Abzweigung Walchshausen                                     | Ried im Innkreis–Walchshausen                                                                      | 3            |
| 142   | Mauerkirchener Straße                                                      | Uttendorf–Harterding                                                                               | 12           |
| 143   | Hausruck Straße                                                            | Ort im Innkreis–Vöcklabruck                                                                        | 48,2         |
| 144   | Gmundener Straße                                                           | Lambach–Gmunden                                                                                    | 24           |
| 145   | Salzkammergut Straße                                                       | Vöcklabruck–Neuhaus                                                                                | 98           |
| 146   | Gesäuse Straße                                                             | Liezen–Hieflau                                                                                     | 51           |
| 147   | Braunauer Straße                                                           | Straßwalchen–Braunau am Inn                                                                        | 43,5         |
| 148   | Altheimer Straße                                                           | Ort im Innkreis–Braunau am Inn                                                                     | 36,6         |
| 149   | Subener Straße                                                             | St. Florian am Inn–St. Marienkirchen bei Schärding                                                 | 7,4          |
| 150   | Salzburger Straße                                                          | Salzburg Nord–Salzburg Süd                                                                         | 13           |
| 151   | Attersee Straße                                                            | Timelkam–Mondsee                                                                                   | 39,5         |
| 152   | Seeleiten Straße                                                           | Seewalchen–Unterach                                                                                | 24           |
| 153   | Weißenbacher Straße                                                        | Weißenbach am Attersee–Mitterweißenbach                                                            | 13,5         |
| 154   | Mondsee Straße                                                             | Straßwalchen–Sankt Gilgen                                                                          | 33           |
| 155   | Münchener Straße                                                           | Salzburg-Lehen–Freilassing, granica niemiecka                                                      | 3            |
| 156   | Lamprechtshausener Straße                                                  | Salzburg Nord–Braunau am Inn                                                                       | 54,5         |
| B156a | Lamprechtshausener Straße, Abzweigung Oberndorf                            | Oberndorf bei Salzburg–Laufen, granica z Niemcam                                                   | 2,2          |
| 158   | Wolfgangsee Straße                                                         | Salzburg–Bad Ischl                                                                                 | 50           |
| 159   | Salzachtal Straße                                                          | Anif–Bischofshofen                                                                                 | 46,8         |
| 160   | Berchtesgadener Straße                                                     | Anif–Hangendenstein, grancia niemiecka                                                             | 3            |
| 161   | Pass Thurn Straße                                                          | Mittersill–St. Johann in Tirol                                                                     | 35,5         |
| 162   | Lammertal Straße                                                           | Golling an der Salzach–Abtenau-Lindenthal                                                          | 19           |
| 163   | Wagrainer Straße                                                           | Altenmarkt im Pongau–St. Johann im Pongau                                                          | 22,5         |
| 164   | Hochkönig Straße                                                           | Bischofshofen–St. Johann in Tirol                                                                  | 75           |
| 165   | Gerlos Straße                                                              | Mittersill–Zell am Ziller                                                                          | 97           |
| 166   | Pass Gschütt Straße                                                        | Niedernfritz–Bad Goisern                                                                           | 48           |
| 167   | Gasteiner Straße                                                           | Lend–Bad Gastein–Böckstein                                                                         | 24           |
| 168   | Mittersiller Straße                                                        | Zell am See–Mittersill                                                                             | 21,5         |
| 169   | Zillertal Straße                                                           | Strass im Zillertal–Zamser Gmund                                                                   | 53,7         |
| 170   | Brixental Straße                                                           | Wörgl–Kitzbühel                                                                                    | 30,1         |
| 171   | Tiroler Straße                                                             | Kufstein–Landeck                                                                                   | 160,6        |
| B171a | Tiroler Straße, Abzweigung Hall/Tirol                                      | Hall in Tirol–Ampass                                                                               | 2            |
| B171b | Tiroler Straße, Abzweigung Völs                                            | Innsbruck-Kranebitten–Völs                                                                         | 5,5          |
| 172   | Walchsee Straße                                                            | Reit im Winkl–Niederndorf                                                                          | 22,4         |
| 173   | Eiberg Straße                                                              | Kufstein–Söll                                                                                      | 9,2          |
| 174   | Innsbrucker Straße                                                         | Zjazd Innsbruck Ost–Höttinger Au                                                                   | 5,2          |
| 175   | Wildbichler Straße                                                         | Kufstein–Wildbichl                                                                                 | 15,8         |
| 176   | Kössener Straße                                                            | St. Johann in Tirol–Klobenstein                                                                    | 21,5         |
| 177   | Seefelder Straße                                                           | Zirl–Scharnitz                                                                                     | 21,4         |
| 178   | Loferer Straße                                                             | Wörgl–Unken, granica niemiecka                                                                     | 64,4         |
| 179   | Fernpass Straße                                                            | Haiming–Vils, granica niemiecka                                                                    | 74,4         |
| 180   | Reschen Straße                                                             | Zams–Reschenpass, granica włoska                                                                   | 46,2         |
| 181   | Achensee Straße                                                            | Strass im Zillertal–Achenpass                                                                      | 33,5         |
| 182   | Brenner Straße                                                             | Innsbruck–Brennerpass, granica z Włochami                                                          | 36,6         |
| 183   | Stubaital Straße                                                           | Schönberg im Stubaital–Mutterbergalm                                                               | 13,2         |
| 184   | Engadiner Straße                                                           | Pfunds–Schalkl, granica szwajcarska                                                                | 4            |
| 185   | Martinsbrucker Straße                                                      | Nauders–Martinsbruck                                                                               | 7            |
| 186   | Ötztal Straße                                                              | Haiming–Timmelsjoch                                                                                | 60           |
| 187   | Ehrwalder Straße                                                           | Lermoos–Grissen, granica niemiecka L 2108                                                          | 11,6         |
| 188   | Silvretta Straße                                                           | Bludenz–Pians                                                                                      | 63,3         |
| 189   | Mieminger Straße                                                           | Telfs–Imst                                                                                         | 35,4         |
| 190   | Vorarlberger Straße                                                        | Bludenz Ost–Lochau, granica niemiecka                                                              | 63,7         |
| 191   | Liechtensteiner Straße                                                     | Frastanz–Feldkirch–Tisis, granica z Liechtensteinem                                                | 3            |
| 192   | Gargellener Straße                                                         | St. Gallenkirch–Gargellen                                                                          | 9,5          |
| 193   | Faschinastraße                                                             | Bludenz–Au                                                                                         | 36,5         |
| 197   | Arlbergstraße                                                              | Sankt Anton am Arlberg–Langen am Arlberg                                                           | 21,5         |
| 198   | Lechtalstraße                                                              | Alpe Rauz–Reutte                                                                                   | 76,9         |
| 199   | Tannheimer Straße                                                          | Weißenbach am Lech–Schattwald, granica z Niemcami                                                  | 21,5         |
| 200   | Bregenzerwaldstraße                                                        | Dornbirn–Warth                                                                                     | 63,5         |
| 201   | Kleinwalsertalstraße                                                       | granica niemiecka –Mittelberg–Baad                                                                 | 13,1         |
| 202   | Schweizer Straße                                                           | Bregencja–Höchst, granica ze Szwajcarią                                                            | 10,5         |
| 203   | Rheinstraße                                                                | Götzis–Hard                                                                                        | 16,8         |
| 204   | Lustenauer Straße                                                          | Dornbirn–Lustenau, granica szwajcarska                                                             | 6,8          |
| 205   | Hittisauer Straße                                                          | Müselbach–Aach, granica niemiecka L 2005                                                           | 16,4         |
| 209   | Pöchlarner Straße                                                          | Pöchlarn 3–Klein-Pöchlarn 1                                                                        | 2            |
| 210   | Badener Straße                                                             | Alland–Ebreichsdorf                                                                                | 32           |
| 211   | Rohrauer Straße                                                            | Bruck an der Leitha–Petronell-Carnuntum                                                            | 13,5         |
| 212   | Bad Vöslauer Straße                                                        | Guntramsdorf–Berndorf                                                                              | 21,5         |
| 213   | Tullnerfeld Straße                                                         | Tulln an der Donau–Ried am Riederberg                                                              | 10           |
| 214   | Hohenberger Straße                                                         | Freiland–Walkemühle                                                                                | 13,5         |
| 215   | St. Leonharder Straße                                                      | Mank–Matzleinsdorf                                                                                 | 17           |
| 216   | Weitental Straße                                                           | Weitenegg–Würnsdorf                                                                                | 18           |
| 217   | Ottenschlager Straße                                                       | Spitz an der Donau–Ottenschlag                                                                     | 21           |
| 218   | Langenloiser Straße                                                        | Krems an der Donau–Langenlois                                                                      | 6            |
| 219   | Poysdorfer Straße                                                          | Staatz–Poysdorf                                                                                    | 11           |
| 220   | Gänserndorfer Straße                                                       | Gänserndorf–Kollnbrunn                                                                             | 18,1         |
| 221   | Wiener Gürtelstraße                                                        | Wiedeń Döbling–Wiedeń Erdberg                                                                      | 13,1         |
| 223   | Flötzersteig Straße                                                        | Wiedeń Lerchenfelder Gürtel–Wiedeń Hütteldorf                                                      | 4,8          |
| 224   | Altmannsdorfer Straße                                                      | Wiedeń Neu-Erlaa–Wiedeń Schönbrunn                                                                 | 5,7          |
| 225   | Wienerberg Straße                                                          | Wiedeń Meidling–Wiedeń Simmering                                                                   | 12,8         |
| 226   | Floridsdorfer Straße                                                       | Wiedeń Brigittenau–Wiedeń Floridsdorf                                                              | 4,4          |
| 227   | Donaukanal Straße                                                          | Wiedeń Heiligenstadt–Wiedeń Erdberg                                                                | 8            |
| 228   | Simmeringer Straße                                                         | Wiedeń Erdberg–Wiedeń Simmering                                                                    | 8,4          |
| 229   | Groß Jedlersdorfer Straße                                                  | Wiedeń Großjedlersdorf–Wiedeń Leopoldau-Rautenweg                                                  | 5,9          |
| 230   | Laxenburger Straße                                                         | Wiedeń Südtiroler Platz–Vösendorf                                                                  | 6,5          |
| 303   | Weinviertler Straße                                                        | Stockerau–Kleinhaugsdorf                                                                           | 47,3         |
| 305   | Wiener Nordostrand Straße                                                  | Korneuburg – 6                                                                                     | 3,3          |
| 309   | Steyrer Straße                                                             | Enns–Steyr                                                                                         | 17,0         |
| B309a | Ennser Straße                                                              | Enns – 1                                                                                           | 1,0          |
| 310   | Mühlviertler Straße                                                        | Unterweitersdorf–Wullowitz/Dolní Dvořiště, granica czeska 3                                        | 37,0         |
| 311   | Pinzgauer Straße                                                           | Bischofshofen–Lofer                                                                                | 94,0         |
| 317   | Friesacher Straße                                                          | Judenburg–St. Veit an der Glan , 82                                                                | 88,0         |
| 320   | Ennstal Straße                                                             | Altenmarkt bei Sankt Gallen–Selzthal                                                               | 78,8         |